# Georges Brassens in Great Britain
Georges Brassens in Great Britain est l’enregistrement d’un gala donné le 28 octobre 1973 à Cardiff au pays de Galles par le chanteur français Georges Brassens. Unique album « live » édité de son vivant, l’édition originale est parue en Grande-Bretagne, en 1974. 

## Mise en perspective de l'album
Récital donné le 28 octobre 1973 au Sherman Theater de l’université de Cardiff, à l’initiative de Mr Colin Evans, responsable du département français. Enregistré sur bande magnétique, Brassens consentit – pour la seule et unique fois – à faire publier un disque de chansons chantées en public. 

### Musiciens
- Georges Brassens : guitare
- Pierre Nicolas : contrebasse

## Édition originale
- Royaume-Uni, 1974 : Georges Brassens in Great Britain, microsillon 33 tours/30cm., Philips (Y9101005).

– Pochette ouvrante avec rabat latéral et feuillets intérieurs.
– Ce disque ne reflète pas la totalité du récital ; seuls onze titres sur dix-sept ont été choisis.
-Le concert fut filmé en couleurs pour diffusion sur la BBC.

### Liste des chansons
Toutes les chansons ont été écrites et composées par Georges Brassens. 
| 1. | Dans l'eau de la claire fontaine | 2 min 29 s |
| 2. | Les Sabots d'Hélène              | 3 min 18 s |
| 3. | Saturne                          | 3 min 09 s |
| 4. | Le Vieux Léon                    | 4 min 06 s |
| 5. | La Chasse aux papillons          | 2 min 45 s |
| 6. | Bonhomme                         | 2 min 55 s |

| 1. | La Non-demande en mariage | 4 min 22 s |
| 2. | La Mauvaise Réputation    | 2 min 49 s |
| 3. | Chanson pour l'Auvergnat  | 3 min 20 s |
| 4. | Le Gorille                | 4 min 07 s |
| 5. | Les Copains d'abord       | 3 min 23 s |

## Éditions françaises

### Microsillon33 tours
- 1982 : Brassens in Great Britain 73, coll. « En concert », Polygram distribution (832 268-1).

– Réédition de la version originale composée de onze titres (pochette différente).

### Disques compacts
- 1982 : Brassens in Great Britain 73, coll. « En concert », Polygram (832 268-2).

– Liste des chansons identique à l’édition originale.
- Octobre 1991 : Brassens in Great Britain « Live 73 », CD no 11, du coffret sorti pour le 10e anniversaire de la mort de Georges Brassens : J’ai rendez-vous avec vous, Philips/Phonogram (848 944-2)[1].

– Composé de dix-sept titres, ce disque reflète la totalité du récital.
| No  | Titre                                                       | Durée      |
| --- | ----------------------------------------------------------- | ---------- |
| 1.  | Auprès de mon arbre                                         | 3 min 03 s |
| 2.  | Dans l'eau de la claire fontaine                            | 2 min 16 s |
| 3.  | Les Sabots d'Hélène                                         | 3 min 12 s |
| 4.  | Il n'y a pas d'amour heureux (poème de Louis Aragon)        | 3 min 22 s |
| 5.  | Hécatombe                                                   | 2 min 36 s |
| 6.  | Saturne                                                     | 3 min 09 s |
| 7.  | Le Vieux Léon                                               | 4 min 05 s |
| 8.  | Ballade des dames du temps jadis (poème de François Villon) | 2 min 14 s |
| 9.  | Le Fossoyeur                                                | 2 min 53 s |
| 10. | La Chasse aux papillons                                     | 2 min 45 s |
| 11. | Bonhomme                                                    | 2 min 47 s |
| 12. | Le Gorille                                                  | 3 min 57 s |
| 13. | La Non-demande en mariage                                   | 4 min 22 s |
| 14. | La Mauvaise Réputation                                      | 2 min 49 s |
| 15. | Chanson pour l'Auvergnat                                    | 3 min 23 s |
| 16. | Les Copains d'abord                                         | 2 min 51 s |
| 17. | Le Roi                                                      | 4 min 31 s |